# Crossopalpus unipila
Crossopalpus unipila är en tvåvingeart som först beskrevs av Friedrich Hermann Loew 1872.  Crossopalpus unipila ingår i släktet Crossopalpus och familjen puckeldansflugor. Inga underarter finns listade i Catalogue of Life.